# Gmina Morgan (hrabstwo Decatur)

Położenie Gminy Morgan w hrabstwie Decatur

Gmina Morgan (ang. Morgan Township) – gmina w USA, w stanie Iowa, w hrabstwie Decatur. Według danych z 2000 roku gmina miała 75 mieszkańców, a jej powierzchnia wynosi 63,95 km².